# Bolo Martha Rocha
Bolo Martha Rocha é um tipo de bolo tradicional da culinária brasileira criado em Curitiba, no Paraná. A receita possui massa de pão de ló, com recheio de doce de leite, coco, damasco e ameixa, com cobertura do fondant, uma espécie de glacê que é feito de açúcar e que normalmente não necessita de armazenamento em geladeira.

## História
Em 1954 a modelo baiana Maria Martha Hacker Rocha venceu o concurso Miss Brasil e ficou em segundo lugar na competição de Miss Universo, tal feito gerou muita indignação e repercussão nacional, lhe projetando na imprensa. Embora fosse baiana, era filha da paranaense Hansa Hacker com o baiano Álvaro Pereira Rocha. A beleza e simpatia da brasileira chamou a atenção do público, influenciando toda uma geração.

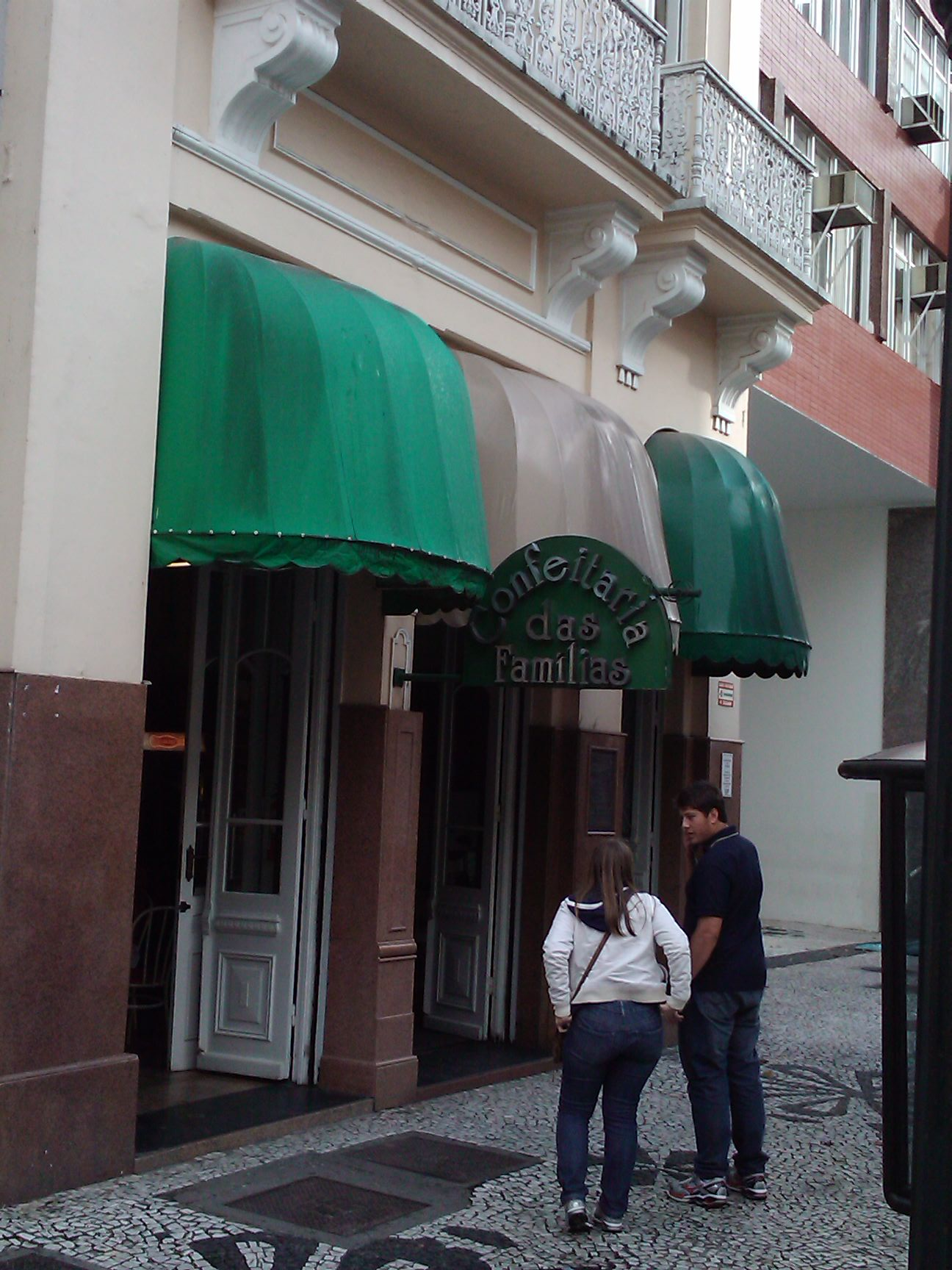
Confeitaria das Famílias, em Curitiba, um dos locais que serve a tradicional sobremesa.

A fim de homenagear a vice-miss Universo, uma confeiteira de Curitiba, Dair da Costa Terzado, inspirou-se na modelo e batizou uma sobremesa com o nome de Martha Rocha. A confeiteira era proprietária da Confeitaria das Famílias, estabelecimento tradicional do centro da cidade, que foi fundada em 1945 pelo seu esposo Jesus Alvarez Terzado. O bolo lembraria a baiana de pele branca, olhos azuis e cabelos cacheados.
A receita original leva várias camadas de muito recheio entre massas de pão-de-ló branco e de chocolate, com creme de gemas, crocante de nozes, geleia de damascos, ameixas pretas, coberto e decorado com chantilly e fios de ovos. A iguaria ganhou espaço nas confeitarias paranaenses e em festas de aniversários pelo Brasil afora. A cidade de Curitiba já promoveu, inclusive, o Festival de Martha Rocha, evento especializado na produção de variedades do bolo.